# Niko Group
De Niko Group is een Belgisch bedrijf dat zich onder meer bezighoudt met de fabricage van schakelmateriaal en stopcontacten.
Het bedrijf is gevestigd in de stad Sint-Niklaas en is Belgisch marktleider op het vlak van schakelaars en stopcontacten. Niko kent drie bedrijfsonderdelen: Niko, Niko Projects en Fifthplay.

## Geschiedenis
Het bedrijf werd opgericht in 1919 door de broers Alphonse en Werner De Backer. De naam komt van Sint-Niklaas (Sint-Niko-Laas). Na het starten vanuit de productie van fietskettingen, begon het duo later met de productie van elektrische schakelaars, eerst in porselein, later in de vorm van bakeliet. Het bedrijf is sindsdien uitgegroeid tot een bekende fabriek, die materialen verkoopt via verkoopkantoren over de gehele wereld. In verband met de internationale standaardisatie ligt de nadruk echter op de Europese markt. Het bedrijf brak in 1965 internationaal door met de introductie van een luxe schakelaar onder de typenaam Niko Inter 70.
In 1972 verhuisde het bedrijf van het centrum van Sint-Niklaas naar een bedrijfsterrein, het Industrial Park West. In 1992 nam het bedrijf de transformatorfabriek EREA in Wijnegem over en drie jaar later werd Intensia, een bedrijf dat gespecialiseerd is in de zorgregistratiesystemen gekocht. In 2007 werd de afdeling Fifthplay opgericht die softwareplatforms ontwikkelt. Ook werd in dat jaar het bedrijf IRS, dat high-end automatiseringsprojecten voor appartementen produceert, overgenomen en een jaar later het Deense bedrijf Servodan dat sensoren en lichtregelingen produceert. 